# Cassipourea firestoneana
Cassipourea firestoneana là một loài thực vật có hoa trong họ Rhizophoraceae. Loài này được Hutch. & Dalziel ex G.P.Cooper & Record mô tả khoa học đầu tiên năm 1931.